# Sławomir Szary
Sławomir Szary (ur. 31 lipca 1979 w Wodzisławiu Śląskim) – polski piłkarz grający na pozycji obrońcy w Unii Książenice.
Wcześniej był piłkarzem Odry Wodzisław Śląski, Naprzodu Rydułtowy, Górnika Jastrzębie Zdrój, Włókniarza Kietrz, Piasta Gliwice, Olimpii Elbląg, ROW Rybnik, LKS Bełk i Pniówka Pawłowice Śląskie. W Ekstraklasie rozegrał 150 meczów i strzelił 3 gole. Jego debiut w Ekstraklasie miał miejsce w dniu 20 marca 2004 r. w meczu pomiędzy Odrą Wodzisław a Dyskobolią Grodzisk Wielkopolski, wygranym przez drużynę z Grodziska 2:0.